# Stressymtom
Stressymtom är olika reaktioner som kroppen kan uppvisa när man utsätts för stress. Man kan dela upp dessa i fyra olika typer av stressymtom som inte har någon inbördes ordning. Man skall dock inte se stressymtom som enbart negativt, för ett visst mått av stress kan vara bra om det inte är för mycket och under lång tid.

## Kognitiva stressymtom
Kognitiva stressymtom är sådana som påverkar ens koncentration och omdöme. Man blir konstant orolig och får svårt att minnas.

## Emotionella stressymtom
Känslomässiga, så kallade emotionella, stressymtom har med ens känslor att göra. Det kan vara att man blir deprimerad eller är på ständigt dåligt humör och är lättirriterad. Man får även svårt att slappna av och känner sig lätt ensam.

## Beteendestressymtom
Vid stress kan man få beteendestörningar som är tydliga stressymtom. Dessa kan vara förändrade matvanor, det vill säga att man antingen hetsäter eller förlorar aptiten, dessutom kan man börja dricka alkohol och röka mer för att koppla bort stressen. Andra symtom kan vara att man isolerar sig från andra, försummar ansvar och förhalar jobbiga beslut. Dessutom kan man få nervösa vanor som att bita på naglarna eller rulla håret runt fingrarna och få försämrade sovvanor. 

## Fysiska stressymtom
Fysiska symtom är de som man själv känner av först, men kanske inte kan förknippa med stressen. Man kan känna värk, få hjärtklappningar och bröstsmärtor som gör att man blir orolig att det är en hjärtattack på gång. Man kan dessutom få problem med diarré eller förstoppning. Sedan finns det ett viktigt symtom som man själv inte märker på grund av stressen, men ens partner reagerar på och det är försämrad sexualdrift.